# Incilius perplexus
Incilius perplexus är en groddjursart som först beskrevs av Taylor 1943.  Incilius perplexus ingår i släktet Incilius och familjen paddor. IUCN kategoriserar arten globalt som starkt hotad. Inga underarter finns listade i Catalogue of Life.